# Fenetilină
Fenetilina este un medicament stimulant al SNC care este format în urma legării covalente a amfetaminei cu teofilina. Este utilizată în unele state ca medicament, însă este uneori utilizată și ca drog ilicit, în special în Orientul Mijlociu (sub denumirea de Captagon). În România, drogul a fost introdus din Siria și a fost denumit  „cocaina săracilor”.